# Swiss Family Robinson (serie televisiva)
Swiss Family Robinson è una serie televisiva statunitense in 21 episodi trasmessi per la prima volta nel corso di una sola stagione dal 1975 al 1976.
È una serie d'avventura basata sul romanzo Il Robinson svizzero del 1812 di Johann David Wyss e incentrata sulle vicende di Karl Robinson, della moglie e dei due figli superstiti di un naufragio su un'isola vulcanica. Nella stagione 1974-1975 era stata mandata in onda anche un'omonima serie televisiva canadese su CTV. Del 1998 è invece il remake neozelandese, Le avventure della famiglia Robinson (o La famiglia Robinson, 30 episodi).

## Personaggi e interpreti
- Karl Robinson (21 episodi, 1975-1976), interpretato da Martin Milner.
- Helga Wagner (21 episodi, 1975-1976), interpretata da Helen Hunt.
- Lotte Robinson (21 episodi, 1975-1976), interpretata da Pat Delaney.
- Jeremiah Worth (21 episodi, 1975-1976), interpretato da Cameron Mitchell.
- Ernest Robinson (21 episodi, 1975-1976), interpretato da Eric Olson.
- Fred Robinson (20 episodi, 1975-1976), interpretato da Willie Aames.
- Dominique You (3 episodi, 1975-1976), interpretato da John Crawford.
- Marie Carre (2 episodi, 1976), interpretato da Maria Grimm.
- Jean LaFitte (2 episodi, 1976), interpretato da Frank Langella.

## Produzione
La serie, ideata da Irwin Allen, fu prodotta da 20th Century Fox Television e Irwin Allen Productions e girata negli studios della 20th Century Fox a Century City in California. Le musiche furono composte da Richard LaSalle.

### Registi
Tra i registi sono accreditati:
- Harry Harris in un episodio (1975)
- Christian I. Nyby II in un episodio (1975)
- Leslie H. Martinson

### Sceneggiatori
Tra gli sceneggiatori sono accreditati:
- William Welch in 4 episodi (1975)
- John Meredyth Lucas in 2 episodi (1975)
- Anthony Lawrence in 2 episodi (1976)

## Distribuzione
La serie fu trasmessa negli Stati Uniti dal 14 settembre 1975 al 4 aprile 1976 sulla rete televisiva ABC.
Alcune delle uscite internazionali sono state:
- negli Stati Uniti il 14 settembre 1975 (Swiss Family Robinson)
- in Francia l'11 gennaio 1976 (Les Robinson suisses)
- in Belgio il 26 maggio 1978
- in Germania (Die Schweizer Familie Robinson)
- nel Regno Unito (Island of Adventure)

## Episodi
| Stagione       | Episodi | Prima TV USA |
| -------------- | ------- | ------------ |
| Prima stagione | 21      | 1975-1976    |